# Шардон де ла Барр, Луи
Луи Шардон де ла Барр (фр.  Chardon de la Barre, Louis) в Греции именовался Сардо́н (греч. Σαρδών) — французский офицер, участник Наполеоновских войн и кавалер Ордена Почётного легиона, участник Освободительной войны Греции (1821—1829).
Впоследствии офицер армии Греческого королевства, кавалер Ордена Спасителя.

## Молодость
Информация о догреческом периоде этого наполеоновского офицера отрывочна и во многом основывается на данных представленных «биографом филэллинов» и участником Освободительной войны Греции швейцарцем Анрри Форнези (Henri Fornèsy).
Согласно Форнези Луи Шардон де ла Барр родился в Амьене.
Луи Шардон приходился дальним родственником шевалье de la Barre, который невероятным образом был осуждён французским правосудием и чья защита и реабилитация была одной из самых прославленных подобных акций Вольтера.
Как пишет современный английский историк Вильям Сент Клер, будучи участником Наполеоновских войн, Шардон принял участие в 27 походах армии Наполеона и был ранен девять раз. Два ранения были серьёзными.
В период наполеоновских «100 дней» он был награждён Орденом Почётного легиона.
Не располагаем информацией о его судьбе после реставрации Бурбонов.
Как и многие другие ветераны революционных и наполеоновских войн, он был впечатлён разразившейся в 1821 году Освободительной войной греков, но его не было в числе первых французских филэллинов прибывших в восставшую страну.
Он отбыл в сражающуюся Грецию через 5 лет после начала войны.

## В Освободительной войне Греции
Французская газета Le Constitutionnel «с энтузиазмом» информировала 27 мая 1826 года об отбытии из Марселя греческого голета «Спартанка» («Σπαρτιάτισσα»), на борту которого было 27 французских филэллинов офицеров и унтерофицеров, в их числе и Шардон де ла Барре.
Прибытие в Грецию этой небольшой группы филэллинов приняло особое значение в свете того, что за месяц до этого, в апреле 1826 года, в ходе третьей осады пал Месолонгион, событие которое потрясло но не сломило восставших греков.
По прибытии Луи Шардону была предоставлена честь нести впредь знамя вышитое дамами из филэллинского комитета Парижа. (Зои Эксарху в своей работе о французских филэллинах пишет, что это знамя Шардон привёз сам из Парижа)
С этим знаменем в руках он проявил мужество 19 и 20 августа того же года сражаясь в составе роты филэллинов в сражении при Хайдари.
Форнези писал что Луи Шардон живо и красочно описал это сражение, но не располагаем информацией если это описание было опубликовано или если оно сохранилось где либо.
После прибытия в январе 1828 года первого правителя Греции, Иоанна Каподистрии:Δ-18, Шардон стал заместителем командира кавалерийской илы.
Он оставался в составе кавалерии восставших до завершения войны.

## В Греческом королевстве
После окончания войны Луи Шардон остался в возрождённом греческом государстве.
С возведением на престол Греции несовершеннолетнего баварского принца Оттона, Шардон получил назначение во 2-й Военный совет (трибунал), где отличился своей стойкостью к внешним давлениям и своим неприятием коррупции в правосудии.
Его служба в этом ведомстве сделала его известным в греческой прессе, включая две двуязычные греко-французские газеты издаваемые в Навплионе.
В 1834 году, в ходе реорганизации армии предпринятой Регентским советом, Шардон был переведен в 5-й линейный пехотный батальон в звании капитана, а через два года, в 1836 году, в 4-й пехотный батальон.
С 1839 года, параллельно с строевой службой, он был задействован также в Военных советах.
Как пишет Христос Византиос, участник войны и историограф регулярной греческой армии, Шардон вызывал уважение своих командиров, и одновременно дружеские чувства своих греческих сослуживцев, которые именовали его на греческий лад «Сардон» (Σαρδών).
Шардон был награждён офицерским крестом Ордена Спасителя и «Отличием Греческой независимости» (Αριστείο της Ελληνικής Ανεξαρτησίας).
Последнее он носил с особой гордостью, именую его «мой Маршальский жезл» за службу Греции.
За годы своего пребывания в Греции, Шардон совершил несколько кратковременных поездок на Родину, что было обычно для французских филэллинов оставшихся в Греции.
Умер после непродолжительной болезни в французском городе Бурганёф, 30 января 1858 года.
Греческий историк Б. Аннинос (Άννινος Μπάμπης, Ιστορικά σημειώματα, εκδ. Εστία, Αθήνα 1925.) писал что «Шардон умер с утешением, что он умер на Родине, имея звание и пенсию генерала в отставке греческой армии». Последнее оспаривается, поскольку вероятно вызвано неправильным толкованием слова «commandant», которое использовал А. Форнези.

## Память
Весной 2021 года и по случаю двухсотлетия начала Греческой революции, «Гетерия Эллинизма и Филэллинизма» (Εταιρεία για τον Ελληνισμό και Φιλελληνισμό (ΕΕΦ)), используя исторические материалы своего архива, разместила в своём музее и на сайте Гетерии посвящение этому французскому филэллину.